# Sara Ramírez
Sara Elena Ramirez (Mazatlán, 31 de agosto de 1975) é uma atriz e cantora mexicana que atua nos Estados Unidos.

## Biografia
Nasceu em Mazatlán, Sinaloa, uma estância balneária na costa do Pacífico do México. Seu pai era mexicano e sua mãe era meio mexicana e meio irlandês-americana. Com oito anos se mudou para San Diego na Califórnia com a mãe. El tem três irmãs mais novas, Carla Ramírez, Verónica Ramirez e Alejandra Torrero. Carla e Verónica são filhas do segundo casamento de seu pai, Alberto Ramirez e Alejandra é filha do segundo e atual casamento de sua mãe Luisa Vargas.
"Em 4 de julho de 2012, depois de um ano de noivado, Sara Ramírez e Ryan Debolt se casaram em uma cerimônia íntima em Nova York. O evento privado contou com a presença da família e amigos íntimos", o representante escreveu em um e-mail para o The Huffington Post. Sara e Debolt não tiveram filhos.
Sara ficou mundialmente conhecida por seu papel na série de sucesso Grey's Anatomy (1ª aparição - 19º ep./2ª temp), a Dr.ª Callie Torres, uma grande cirurgiã ortopédica, o qual interpretou até 2016. Callie Torres foi uma das personagens LGBTQI+ atuada por mais tempo em uma série de televisão dos Estados Unidos. Sara resolveu dar uma pausa quando recebeu o convite da CBS para interpretar uma estrategista política chamada Kat Sandoval na série Madam Secrerary e teve sua primeira aparição no 7° episódio da 4ª temporada. Kat é conhecida em Washington pelo seu talento e por ter saído abruptamente da política.
Em 8 de outubro de 2016, Sara assumiu publicamente sua bissexualidade e em seguida esclareceu que havia assumido aos 18 para família e amigos.
Questionada sobre o seu relacionamento com Ryan após tal declaração, Ramirez tranquilizou os fãs: "Hubby is like love is love", deixando claro o total apoio vindo da parte do seu marido.
Sara e Ryan se casaram em 2012 e separaram em 2021.
Na metade de 2020, Sara se identificou na Bio de seu Instagram como não-binário.

## Carreira
Ela estreou na Broadway ao atuar em Wahzinak O Paul Simon's Capeman (1998). Em 1999, ela apareceu em fascinantes do Gershwin Rhythm (1999) e recebeu um Outer Critics Circle Award por seu papel. Ela também apareceu em um ato de classes (2001) e Dreamgirls (2001), e atuou em Os Monólogos da Vagina com Tovah Feldshuh e Bertish Suzanne.
Em 1998, ela interpretou a voz do Lammy no vídeo game UmJammer Lammy, um spin-off de PaRappa the Rapper, tanto no console da Sony PlayStation. Mais tarde, ela repete seu papel como Lammy novamente no PlayStation 2 video game sequel PaRappa the Rapper 2, e tem um papel menor, ao contrário de The Game, que a precedeu. 
Em 2005 Sara levou para casa o prêmio Tony de Melhor Performance de uma Atriz em Musical, por sua excelente performance em Monty Python's Spamalot. O Tony Award é o prêmio mais importante do teatro dos Estados Unidos, equivalente ao Oscar no cinema, Grammy na música e Emmy na televisão.
Ramírez se juntou ao elenco de Grey's Anatomy em um papel recorrente como a Dr.ª Calliope Torres (Callie) na segunda temporada, mais precisamente no 19° episódio da série. Para a terceira temporada em diante seu papel se tornou regular, hoje em dia a série está na sua 16ª temporada e a Sara é uma das estrelas, interpretando uma Dr.ª bissexual e casada com a Dr.ª Arizona Robbins (Jessica Capshaw). Em 2007 Sara fez parte do elenco que concebeu a série o Screen Actors Guild Award por Performance de um Elenco em Série Drama com Grey's Anatomy. Sara atuou em Grey's Anatomy por 10 anos, fazendo sua ultima aparição na Season Finale da 12ª temporada. Entretanto, esperamos que esse não tenha sido o fim da Dr.ª Callie Torres.
Ramirez atualmente interpreta Kat Sandoval na série Madam Secrerary da CBS, uma estrategista política de Washington, sua personagem também é bissexual e traz consigo um belíssimo e único estilo, composto por terno, gravata e botas, além de seu marcante corte de cabelo.
Sara Elena Ramirez não é só atriz, como também é cantora e tem um EP que foi lançado em 27 de março de 2011, seu EP tem 4 músicas incluindo "The Story", música da Brandi Carlile que fez sucesso em sua voz em ocasião do episódio musical de Grey's Anatomy.
Sara Ramirez não só trabalhou como produtora na Web Série Send Me como também no filme Loserville.

## Prêmios e indicações
- 2005 – Prêmio Tony de Melhor Performance de uma Atriz em Musical – Monty Python's Spamalot
- 2005 – Outer Critics Circle Award de Melhor Atriz em Musical - Monty Python's Spamalot
- 2007 – Screen Actors Guild Award por Performance de um Elenco em Série Drama – Grey's Anatomy
- 2007 – Golden Globe Awards de Melhor Série Dramática – Grey's Anatomy
- 2013 – People's Choice Awards de Melhor Série Dramática – Grey's Anatomy
- 2014 – People's Choice Awards de Melhor Série Dramática – Grey's Anatomy
- 2015 - People's Choice Awards de Melhor Série Dramática – Grey's Anatomy

## Filmografia
| Ano       | Título                            | Personagem                 | Notas                                                                      |
| --------- | --------------------------------- | -------------------------- | -------------------------------------------------------------------------- |
| 1998      | You've Got Mail                   | Rose                       |                                                                            |
| 1999      | UmJammer Lammy                    | Lammy (voz)                | Video Game                                                                 |
| 2000      | Star Patrol                       | Lieutenant Vena            | Filme de TV                                                                |
| 2000      | Spin City                         | Carol Quinn                | Episódio: "About Last Night"                                               |
| 2000      | Third Watch                       | Gwen Girard                | Episódio: "The Tys That Bind"                                              |
| 2000      | Welcome to New York               | Linda                      | Episódio: "The Crier"                                                      |
| 2000      | Law & Order: Special Victims Unit | Mrs. Barrera               | Episódio: "Baby Killer"                                                    |
| 2001      | PaRappa the Rapper 2              | Lammy (voz)                | Video game                                                                 |
| 2002      | Spider-Man                        | Policial                   |                                                                            |
| 2002      | Washington Heights                | Belkis                     |                                                                            |
| 2002      | Baseball Wives                    | Gabriella Martinez         | TV movie                                                                   |
| 2002      | Law & Order: Special Victims Unit | Lisa Perez                 | Episode: "Chameleon"                                                       |
| 2002      | Chicago                           | Conjunto Feminino (Vocais) |                                                                            |
| 2003      | Naked Hotel                       | Desconhecido               | Filme de TV                                                                |
| 2003      | As the World Turns                | Hannah Bulut               | 1 Episódio                                                                 |
| 2003      | When Ocean Meets Sky              | Peggy Fears (voz)          |                                                                            |
| 2004      | NYPD Blue                         | Irma Pacheco               | Episódio: "Who's Your Daddy?"                                              |
| 2014      | Dora the Explorer                 | Queen of Hearts            | Episódio: "Dora in Wonderland"                                             |
| 2006–2016 | Grey's Anatomy                    | Callie Torres              | 241 episódios; Recorrente (Temporada 2) Elenco principal (temporadas 3–12) |
| 2016      | Elena and the Secret of Avalor    | Rainha Miranda (voz)       | Filme de TV                                                                |
| 2012–2018 | Sofia the First                   | Rainha Miranda (voz)       | 54 episódios; Elenco principal                                             |
| 2017-2019 | Madam Secretary                   | Kat Sandoval               | 36 episódios; Elenco principal (temporadas 4-5)                            |
| 2021-2023 | And Just Like That...             | Che Diaz                   | Elenco Principal                                                           |

### Produções teatrais
| Ano  | Título                            | Personagem           | Teatro                                                      |
| ---- | --------------------------------- | -------------------- | ----------------------------------------------------------- |
| 1998 | The Capeman                       | Wahzinak             | Marquis Theatre; 29 de janeiro – 28 de março de 1998        |
| 1999 | The Gershwins' Fascinating Rhythm | Artista              | Longacre Theatre; 25 de abril – 9 de maio de 1999           |
| 2001 | A Class Act                       | Felicia              | Ambassador Theatre; 11 de março – 10 de junho de 2001       |
| 2001 | Dreamgirls                        | Conjunto             | Ford Center for the Performing Arts; 24 de setembro de 2001 |
| 2002 | The Vagina Monologues             | Artista              | Westside Theatre; 12 de novembro – 1 de dezembro de 2002    |
| 2005 | Spamalot                          | The Lady of the Lake | Shubert Theatre; 14 de fevereiro – 18 de dezembro de 2005   |